# Хосабед Санчес Руїс
Хосабед Санчес Руїс (ісп. Jozabed Sánchez Ruiz; нар. 8 березня 1991, Майрена-дель-Алькор, Андалусія, Іспанія), відоміший як Хосабед Санчес (ісп. Jozabed Sánchez), або просто Хосабед (ісп. Jozabed), — іспанський футболіст, який виступає на позиції центрального півзахисника. Гравець клубу «Сельта Віго». На умовах оренди грає за «Малагу».

## Кар'єра

### Ранні роки
Хосабед є вихованцем футбольного клубу «Севілья» і свій професійний дебют здійснив у сезоні 2010/2011 у складі її третьої команди, що виступала в Терсері. Влітку 2012 року його перевели до «Севільї Атлетіко», яка є резервною командою.
1 лютого 2013 року Хосабед розірвав контракт з андулусійським клубом і приєднався до «Понферрадіни». 8 днів по тому він дебютував у своїй новій команді, вийшовши за 30 хвилин до закінчення зустрічі Сегунди проти «Вільярреала».
Влітку 2013 року Хосабед повернувся до рідного регіону, підписавши контракт з «Хаеном», і 18 серпня провів за нього перший матч.

### Райо Вальєкано
20 червня 2014 року після вильоту «Хаена» з Сегунди гравець перейшов до «Райо Вальєкано», який виступав у Прімері, підписавши угоду строком на три роки. Перший матч за мадридців він провів 4 жовтня, вийшовши на заміну в поєдинку проти «Барселони», а 4 січня 2015 року забив свій перший гол на найвищому рівні, вразивши сітку воріт «Еспаньйола».

### Фулхем та Сельта
12 серпня 2016 року відбувся трансфер футболіста до Англії — Хосабед підписав трирічний контракт з клубом Чемпіонату Футбольної ліги, «Фулгемом», однак закріпитися в його складі не зумів і в січні 2017 року до кінця сезону його віддали в оренду до іспанської «Сельти». Влітку того ж року Хосабед перейшов до «Сельти» на постійній основі, підписавши з нею контракт на чотири роки.

## Статистика виступів
Станом на матч, що відбувся 29 вересня 2020 року
| Клуб               | Сезон              | Ліга                      | Ліга | Ліга | Національний кубок | Національний кубок | Кубок ліги | Кубок ліги | Інші | Інші | Загалом | Загалом |
| Клуб               | Сезон              | Дивізіон                  | Ігри | Голи | Ігри               | Голи               | Ігри       | Голи       | Ігри | Голи | Ігри    | Голи    |
| ------------------ | ------------------ | ------------------------- | ---- | ---- | ------------------ | ------------------ | ---------- | ---------- | ---- | ---- | ------- | ------- |
| Севілья Б          | 2011–12            | Сегунда Дивізіон Б        | 35   | 7    | —                  | —                  | —          | —          | —    | —    | 35      | 7       |
| Севілья Б          | 2012–13            | Сегунда Дивізіон Б        | 21   | 5    | —                  | —                  | —          | —          | —    | —    | 21      | 5       |
| Севілья Б          | Загалом            | Загалом                   | 56   | 12   | 0                  | 0                  | 0          | 0          | 0    | 0    | 56      | 12      |
| Понферрадіна       | 2012–13            | Сегунда Дивізіон          | 3    | 0    | 0                  | 0                  | —          | —          | —    | —    | 3       | 0       |
| Хаен               | 2013–14            | Сегунда Дивізіон          | 36   | 4    | 3                  | 1                  | —          | —          | —    | —    | 39      | 5       |
| Райо Вальєкано     | 2014–15            | Ла-Ліга                   | 23   | 1    | 2                  | 1                  | —          | —          | —    | —    | 25      | 2       |
| Райо Вальєкано     | 2015–16            | Ла-Ліга                   | 27   | 10   | 2                  | 0                  | —          | —          | —    | —    | 29      | 10      |
| Райо Вальєкано     | Загалом            | Загалом                   | 50   | 11   | 4                  | 1                  | 0          | 0          | 0    | 0    | 54      | 12      |
| Фулгем             | 2016–17            | Чемпіонат Футбольної ліги | 7    | 0    | 0                  | 0                  | 1          | 0          | —    | —    | 8       | 0       |
| Сельта             | 2016–17            | Ла-Ліга                   | 19   | 2    | 1                  | 0                  | —          | —          | 8    | 0    | 28      | 2       |
| Сельта             | 2017–18            | Ла-Ліга                   | 24   | 0    | 3                  | 0                  | —          | —          | —    | —    | 27      | 0       |
| Сельта             | 2018–19            | Ла-Ліга                   | 20   | 0    | 1                  | 0                  | —          | —          | —    | —    | 21      | 0       |
| Сельта             | Загалом            | Загалом                   | 63   | 2    | 5                  | 0                  | 0          | 0          | 8    | 0    | 76      | 2       |
| Жирона (оренда)    | 2019–20            | Сегунда Дивізіон          | 12   | 0    | 3                  | 0                  | —          | —          | —    | —    | 15      | 0       |
| Малага (оренда)    | 2020–21            | Сегунда Дивізіон          | 1    | 0    | 0                  | 0                  | —          | —          | —    | —    | 1       | 0       |
| Загалом за кар'єру | Загалом за кар'єру | Загалом за кар'єру        | 228  | 30   | 15                 | 2                  | 1          | 0          | 8    | 0    | 252     | 32      |

1. ↑  Ігри в Лізі Європи